# 脂質メディエーター
脂質メディエーター（ししつメディエーター）は、生物活性（生理作用）を持つ脂質である。特に細胞外に放出され、他の細胞の細胞膜受容体に結合することによって作用する分子を指すことが多い。プロスタグランジン、ロイコトリエン、血小板活性化因子 (PAF)、内因性カンナビノイド、リゾホスファチジン酸、スフィンゴシン-1-リン酸などがその例である。
ステロイドホルモンや脂溶性ビタミンも広義には脂質メディエーターの一種と考えられる。

## 種類
構造的に分類される。
1. 脂肪酸由来のもの — プロスタグランジン、トロンボキサン、ロイコトリエン、リポキシンなど。脂肪酸そのものも受容体に結合し、インスリン分泌を促す例もある。
2. リン脂質構造をもつもの — 血小板活性化因子、内因性カンナビノイド（アナンダマイド、2-アシルグリセロール）、リゾホスファチジン酸、リゾホスファチジルコリン、リゾホスファチジルセリン、スフィンゴシン-1-リン酸など。
3. ステロール構造を持つもの — グルココルチコイド（糖質コルチコイド）、アルドステロン（鉱質コルチコイド）、性ステロイド（エストロゲン、アンドロゲンなど）、胆汁酸、ビタミンDなど

## 作用
免疫、生体防御、血圧調節、痛みや発熱、消化管活動、細胞増殖、分裂と分化制御など幅広い生理機能を持っており、このバランスの破綻が多くの疾患と関連している。多くの脂質メディエーターは細胞膜にあるGタンパク質共役受容体に結合し作用する。他方、ステロイドホルモン、ビタミンA、ビタミンDなどは核内受容体に結合し、遺伝子発現を起こす。